# Askaryan-Strahlung
Askaryan-Strahlung, auch bekannt als Askaryan-Effekt, tritt auf, wenn sich ein Teilchen schneller als die Phasengeschwindigkeit von Licht in einem dielektrischen Medium (bspw. Salz, Eis oder Mondregolith) bewegt. Der dadurch entstehende Teilchenschauer hochenergetischer Sekundärteilchen weist eine Ladungsanisotropie auf und emittiert kohärente Strahlung im Radio- oder Mikrowellen-Bereich.

## Geschichte
Das Phänomen ist nach dem sowjetisch-armenischen Physiker Gurgen Askarjan benannt, der diesen bereits 1962 postulierte. Aufgrund der Ähnlichkeit zur Tscherenkow-Strahlung wird die Askaryan-Strahlung gelegentlich auch Radio-Tscherenkow-Strahlung genannt.
Die Strahlung wurde zuerst 2000, 38 Jahre nach der theoretischen Arbeit Askaryans, entdeckt. Bislang konnte der Effekt in Quarzsand, Steinsalz, Eis und der Erdatmosphäre nachgewiesen werden.
Der Effekt ist vor allem bei der Nutzung von Materie zum Nachweis von Ultrahochenergie-Neutrinos von Interesse. Mit dem Antarctic Impulse Transient Antenna Experiment (ANITA) konnte Askaryan-Strahlung von kosmischen Neutrinos aus dem antarktischen Eisschild nachgewiesen werden. Darüber hinaus nutzten mehrere Experimente den Mond als Interaktionsvolumen für Neutrinos. Die dabei entstehende Askaryan-Strahlung kann dann mit Hilfe von Radioteleskopen detektiert werden.